# Le Cœur sur la main (film, 2001)
 (juillet 2025).
Pour plus de détails, voir Fiche technique et Distribution.
Le Cœur sur la main est un court métrage français réalisé par Marie-Anne Chazel et produit par Christian Clavier sélectionné au festival du film français de Tokyo et au festival du film européen d'Osaka en 2002. Il a obtenu la même année le Prix de la jeunesse au festival du court métrage d'humour de Meudon.

## Synopsis
Un couple retape sa maison pour pouvoir la vendre. Mais les acheteurs potentiels sont difficiles.

## Fiche technique
- Titre : Le Cœur sur la main
- Réalisation et scénario : Marie-Anne Chazel
- Musique : Christian Fabre
- Photographie : Pascal Caubère
- Montage : Catherine Kelber
- Production : Christian Clavier
- Pays d'origine :  France
- Langue : français
- Format : couleurs - 1,85:1 - 35 mm
- Genre : comédie
- Durée : 11 minutes
- Date de sortie : 
  - France : 9 octobre 2002 (Festival du court métrage d'humour de Meudon)

## Distribution
- François Morel : Le propriétaire
- Isabelle Candelier : La propriétaire
- Alain Doutey : L'homme seul
- Arièle Semenoff : La femme au gros chien
- Serge Korber : Le mari de la femme au gros chien
- Évelyne Buyle : La snob
- Guillaume Gallienne : Le snob
- Annie Grégorio : Feng Shui 1
- Sylvie Flepp : Feng Shui 2
- Christian Pereira : Le métreur
- Armelle Deutsch : La femme enceinte
- Fabrice Deville : Le mari de la femme enceinte